# Jevgeni Tarelkin
Jevgeni Igorevitsj Tarelkin (Russisch: Евгений Игоревич Тарелкин) (oblast Tsjita, 29 december 1974) is een Russisch voormalig ruimtevaarder. In 2012/2013 verbleef hij 143 dagen aan boord van het Internationaal ruimtestation ISS.
In 2003 werd Tarelkin geselecteerd als astronaut en voltooide zijn training in 2005. Tarelkin’s eerste en enige ruimtevlucht was Sojoez TMA-06M en vond plaats op 23 oktober 2012. Deze vlucht bracht de bemanningsleden naar het ISS. Hij maakte deel uit van de bemanning van ISS-Expeditie 33 en 34. In 2015 ging hij als astronaut met pensioen.